# ティム・ヘンマン
ティモシー・ヘンリー・"ティム"・ヘンマン（Timothy Henry "Tim" Henman, 1974年9月6日 - ）は、イギリス・オックスフォード出身の元男子プロテニス選手。ATPランキング自己最高位はシングルス4位、ダブルス62位。ATPツアーでシングルス11勝、ダブルス4勝を挙げた。身長185cm、体重77kg。右利き、バックハンド・ストロークは片手打ち。
1998年にはイギリス出身男子シングルスの選手として1973年のロジャー・テイラー以来となる地元開催のウィンブルドン選手権準決勝進出を果たす等、1990年代後半～2000年代前半のイギリスNo.1プレイヤー。
4大大会は優勝には届かなかったが、ベスト4が6回(うちウィンブルドン4回)と活躍。
2003年パリ・マスターズ優勝。他3度のATPマスターズシリーズ準優勝がある。テニス・マスターズ・カップに3度出場がある。
イギリスにとって、オープン化以降、アンディ・マリーが登場するまで、地元選手によるウィンブルドン選手権優勝を最も期待された名選手である。

## 選手経歴

### キャリア初期
ティム・ヘンマンは両親の手ほどきにより、2歳半からテニスを始めた。彼の家族はイギリス国内でも名門のテニス一家として知られ、祖父のヘンリー・ビリントン（Henry Billington）はウィンブルドン選手権で1948年・1950年・1951年の3度3回戦進出、1939年全仏選手権ベスト8の経歴を持つテニス選手であり、曾祖母も1901年のウィンブルドン選手権に出場したことがある。
1993年にプロ入り。1994年から男子テニス国別対抗戦デビスカップイギリス代表選手となり、ウィンブルドン選手権にもデビューを果たす。1994年4月に初来日し、ジャパン・オープン・テニス選手権3回戦でピート・サンプラスに挑戦した。

### 1996年一流プレイヤーの一人へ
この年のウィンブルドン選手権の1回戦で、先の全仏オープンで優勝したばかりのエフゲニー・カフェルニコフと対戦し、地元の声援の中でカフェルニコフを7-6, 6-3, 6-7, 4-6, 7-5で破った。その勢いに乗って初めての準々決勝に進んだが、トッド・マーティンに6-7, 6-7, 4-6で敗れた。アトランタ五輪でもイギリス代表選手としてニール・ブロードと組んで男子ダブルスの銀メダルを獲得し、全米オープンでもステファン・エドベリとの4回戦まで進出した。

### ウィンブルドンへの挑戦
1997年ウィンブルドン選手権で、ヘンマンは4回戦で前年優勝者のリカルト・クライチェクを破って2年連続2度目のベスト8に入ったが、準々決勝で1991年の優勝者ミヒャエル・シュティヒに敗退した。この年はATPツアー大会でも、シングルスで4度決勝に進み、ツアー年間2勝を挙げた。その後、彼はウィンブルドンで4度の準決勝進出があったが、1998年と1999年は2年連続でピート・サンプラス、2001年はゴラン・イワニセビッチ、2002年はレイトン・ヒューイットに敗れ、いずれも決勝進出はならなかった。

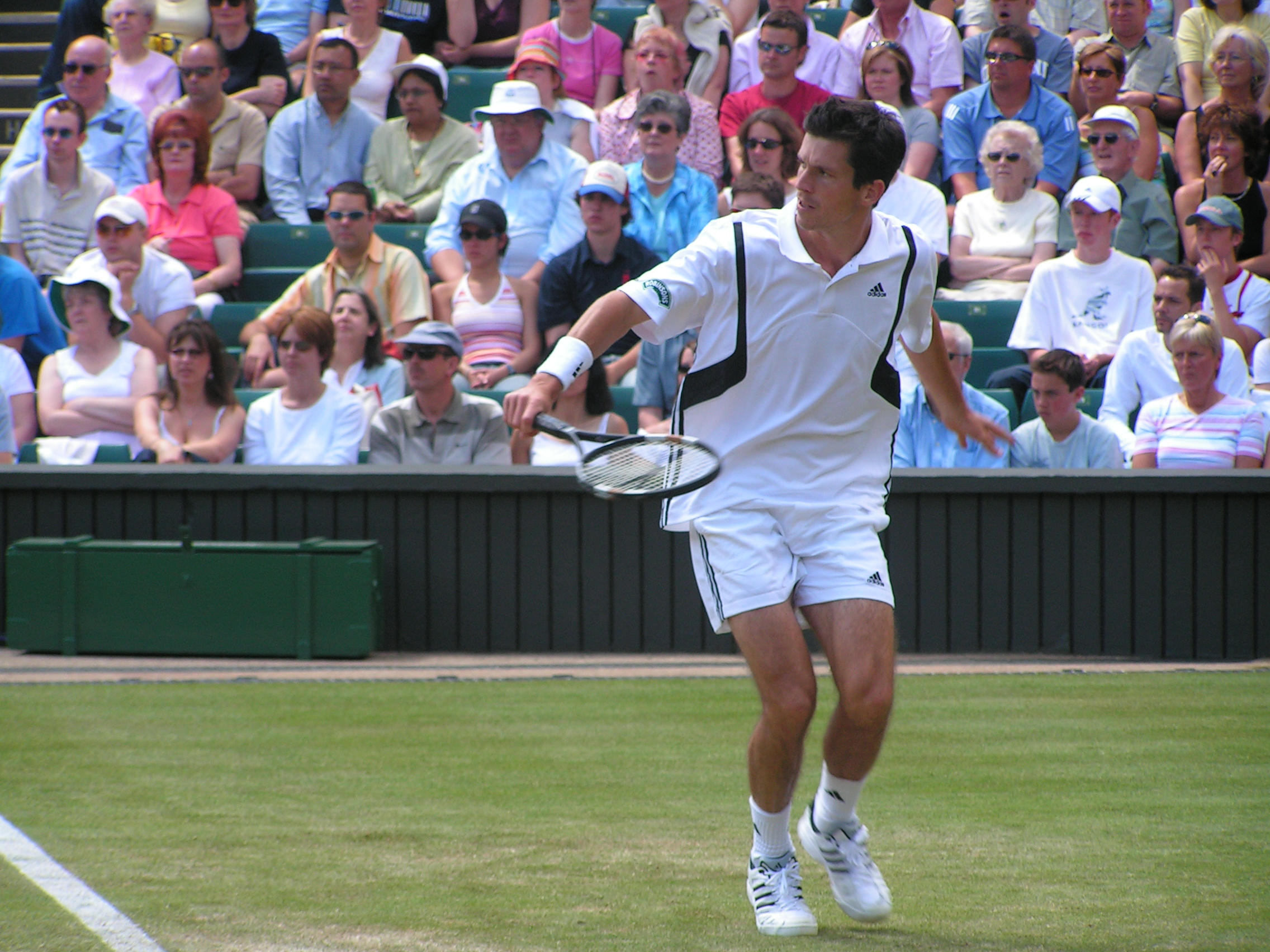
2004年ウィンブルドン選手権にて

### キャリア後半
2004年、ヘンマンは30歳にして初めて全仏オープンと全米オープンの準決勝に進出した。全仏準決勝ではギリェルモ・コリアに6-3, 4-6, 0-6, 5-7で、全米準決勝では世界ランク1位のロジャー・フェデラーに3-6, 4-6, 4-6で敗れたが、両大会ではサーブ・アンド・ボレーのみに頼らない、オールマイティな力を示し、どんなサーフェスでも活躍できる実力を備えていることを証明した。ウィンブルドン選手権では、準々決勝でマリオ・アンチッチに敗れている。
しかし、2005年以降はウィンブルドンでの成績も下降する。それまで彼は9年連続で4回戦以上に進出していたが、2005年ウィンブルドン選手権は2回戦でドミトリー・トゥルスノフに敗退してしまう。2006年には、2回戦でフェデラーと顔を合わせた。2006年のジャパン・オープン・テニス選手権で、ヘンマンは2年半ぶりに男子ツアー大会の決勝に進んだが、フェデラーに3-6, 3-6で完敗して準優勝に終わり、これが彼の最後の男子ツアー大会決勝戦になった。
2007年8月23日、ヘンマンはデビスカップ2007ワールドグループ・プレーオフの対クロアチア戦を最後に現役引退することを表明した。現役最後の年、ウィンブルドン選手権は2回戦でフェリシアーノ・ロペスに敗れ、全米オープン2回戦でジョー＝ウィルフリード・ツォンガに6-7, 6-2, 5-7, 4-6で敗れた試合が、ヘンマンの4大大会最後の試合になった。現役最後の舞台に選んだデビスカップのクロアチア戦で、ヘンマンはシングルス第2試合と、ジェイミー・マリーと組んだダブルス戦の2試合に勝利を収め、デビスカップイギリス代表は2008年度のワールドグループ復帰を決めた。

## プレースタイル
パトリック・ラフターとともに1990年代後半を代表するネットプレイヤー。
ボレーの技術は天才的である上、サーブやストロークも決して悪くなく、レベルの高い名プレイヤーであった。
キャリア後半の2000年代には、サーブスピードを落とし正確性を高める一方、ストローク力を高めて、ストローカ全盛の時代にも適合、ウィンブルドン以外の4大大会でも好成績を残している。

## ウインブルドン優勝への期待
地元イギリスではフレッド・ペリーが1936年ウィンブルドン選手権で優勝して以来のイギリス人男子シングルス優勝者を待ち望んでおり、そのため“ヘンマニア”と呼ばれる過激な地元ファンが登場し、ウィンブルドンの1番コート近くの大型モニター前は、彼の試合会場に入れなかった“ヘンマニア”たちが詰め掛けて応援することから“ヘンマン・ヒル” (英語: Henman Hill)と呼ばれるようになるなど、ウィンブルドンでのヘンマンの活躍はイギリスのテニス界に大きなブームを生んだ。
その後イギリスの期待はアンディ・マリーに引き継がれ、マレーは見事悲願のウィンブルドン優勝を成し遂げた。近年はヘンマン・ヒルを“マレー・マウンド“ (英語: Murray Mound)と呼ばれるようになったことを受け、ヘンマンが「ヘンマン・ヒルの名称は譲れない」と主張するジョークCMが放映されている。

## ATPツアー決勝進出結果

### シングルス: 28回 (11勝17敗)
| 大会グレード                    |
| グランドスラム (0–0)            |
| ATPファイナルズ (0–0)           |
| ATPツアー・マスターズ1000 (1–3) |
| ATPツアー500 (1–5)              |
| ATPツアー250 (9–9)              |

| サーフェス別タイトル |
| ハード (9–12)        |
| クレー (0–0)         |
| 芝 (0–3)             |
| カーペット (2–2)     |

| 結果   | No. | 決勝日         | 大会                 | サーフェス        | 対戦相手                   | スコア                  |
| ------ | --- | -------------- | -------------------- | ----------------- | -------------------------- | ----------------------- |
| 準優勝 | 1.  | 1997年1月6日   | ドーハ               | ハード            | ジム・クーリエ             | 5-7, 7-6, 2-6           |
| 準優勝 | 2.  | 1996年2月17日  | アントワープ         | ハード (室内)     | マルク・ロセ               | 2-6, 5-7, 4-6           |
| 優勝   | 1.  | 1997年1月13日  | シドニー             | ハード            | カルロス・モヤ             | 6-3, 6-1                |
| 優勝   | 2.  | 1997年9月8日   | タシュケント         | ハード            | マルク・ロセ               | 7-6, 6-4                |
| 準優勝 | 3.  | 1998年1月12日  | シドニー             | ハード            | カロル・クチェラ           | 5-7, 4-6                |
| 準優勝 | 4.  | 1998年7月27日  | ロサンゼルス         | ハード            | アンドレ・アガシ           | 4-6, 4-6                |
| 優勝   | 3.  | 1998年9月14日  | タシュケント         | ハード            | エフゲニー・カフェルニコフ | 7-5, 6-4                |
| 優勝   | 4.  | 1998年10月5日  | バーゼル             | ハード (室内)     | アンドレ・アガシ           | 6-4, 6-3, 3-6, 6-4      |
| 準優勝 | 5.  | 1999年1月11日  | ドーハ               | ハード            | ライナー・シュットラー     | 4-6, 7-5, 1-6           |
| 準優勝 | 6.  | 1999年2月15日  | ロッテルダム         | カーペット (室内) | エフゲニー・カフェルニコフ | 2-6, 6-7                |
| 準優勝 | 7.  | 1999年6月7日   | ロンドン             | 芝                | ピート・サンプラス         | 7-6, 4-6, 6-7           |
| 準優勝 | 8.  | 1999年10月4日  | バーゼル             | カーペット (室内) | カロル・クチェラ           | 4-6, 6-7, 6-4, 6-4, 6-7 |
| 準優勝 | 9.  | 2000年2月14日  | ロッテルダム         | ハード (室内)     | セドリック・ピオリーン     | 7-6, 4-6, 6-7           |
| 準優勝 | 10. | 2000年3月6日   | スコッツデール       | ハード            | レイトン・ヒューイット     | 4-6, 6-7                |
| 準優勝 | 11. | 2000年8月7日   | シンシナティ         | ハード            | トーマス・エンクビスト     | 6-7, 4-6                |
| 優勝   | 5.  | 2000年10月9日  | ウィーン             | ハード (室内)     | トミー・ハース             | 6-4, 6-4, 6-4           |
| 優勝   | 6.  | 2000年11月20日 | ブライトン           | ハード (室内)     | ドミニク・フルバティ       | 6-2, 6-2                |
| 優勝   | 7.  | 2001年2月12日  | コペンハーゲン       | ハード (室内)     | アンドレアス・ビンシゲラ   | 6-3, 6-4                |
| 準優勝 | 12. | 2001年6月11日  | ロンドン             | 芝                | レイトン・ヒューイット     | 6-7, 6-7                |
| 優勝   | 8.  | 2001年10月22日 | バーゼル             | カーペット (室内) | ロジャー・フェデラー       | 6-3, 6-4, 6-2           |
| 優勝   | 9.  | 2002年1月6日   | アデレード           | ハード            | マーク・フィリプーシス     | 6-4, 6-7, 6-3           |
| 準優勝 | 13. | 2002年2月18日  | ロッテルダム         | ハード (室内)     | ニコラ・エスクード         | 6-3, 6-7, 4-6           |
| 準優勝 | 14. | 2002年3月11日  | インディアンウェルズ | ハード            | レイトン・ヒューイット     | 1-6, 2-6                |
| 準優勝 | 15. | 2002年6月10日  | ロンドン             | 芝                | レイトン・ヒューイット     | 6-4, 1-6, 4-6           |
| 優勝   | 10. | 2003年8月3日   | ワシントンD.C.       | ハード            | フェルナンド・ゴンサレス   | 6-3, 6-4                |
| 優勝   | 11. | 2003年10月27日 | パリ                 | カーペット (室内) | アンドレイ・パベル         | 6-2, 7-6, 7-6           |
| 準優勝 | 16. | 2004年3月8日   | インディアンウェルズ | ハード            | ロジャー・フェデラー       | 3-6, 3-6                |
| 準優勝 | 17. | 2006年10月2日  | 東京                 | ハード            | ロジャー・フェデラー       | 3-6, 3-6                |

### ダブルス: 6回 (4勝2敗)
| 結果   | No. | 決勝日        | 大会           | サーフェス        | パートナー                 | 対戦相手                                              | スコア        |
| ------ | --- | ------------- | -------------- | ----------------- | -------------------------- | ----------------------------------------------------- | ------------- |
| 準優勝 | 1.  | 1996年7月29日 | アトランタ五輪 | ハード            | ニール・ブロード           | トッド・ウッドブリッジ マーク・ウッドフォード         | 4–6, 4–6, 2–6 |
| 優勝   | 1.  | 1997年10月5日 | バーゼル       | カーペット (室内) | マルク・ロセ               | カールステン・ブラーシュ ジム・グラブ                 | 7–6, 6–7, 7–6 |
| 優勝   | 2.  | 1999年2月28日 | ロンドン       | カーペット (室内) | グレグ・ルーゼドスキー     | バイロン・ブラック ウェイン・フェレイラ               | 6–3, 7–6      |
| 優勝   | 3.  | 1999年4月25日 | モンテカルロ   | クレー            | オリビエ・ドレートル       | イジー・ノバク ダビド・リクル                         | 6–2, 6–3      |
| 準優勝 | 2.  | 2000年2月20日 | ロッテルダム   | ハード (室内)     | エフゲニー・カフェルニコフ | デイヴィッド・アダムス ジョン＝ラフニー・デ・ヤーガー | 7–5, 2–6, 3–6 |
| 優勝   | 4.  | 2004年4月25日 | モンテカルロ   | クレー            | ネナド・ジモニッチ         | ガストン・エトリス マルティン・ロドリゲス             | 7–5, 6–2      |

## 4大大会シングルス成績
略語の説明
| W | F | SF | QF | #R | RR | Q# | LQ | A | Z# | PO | G | S | B | NMS | P | NH |

W=優勝, F=準優勝, SF=ベスト4, QF=ベスト8, #R=#回戦敗退, RR=ラウンドロビン敗退, Q#=予選#回戦敗退, LQ=予選敗退, A=大会不参加, Z#=デビスカップ/BJKカップ地域ゾーン, PO=デビスカップ/BJKカッププレーオフ, G=オリンピック金メダル, S=オリンピック銀メダル, B=オリンピック銅メダル, NMS=マスターズシリーズから降格, P=開催延期, NH=開催なし.
| 大会           | 1992 | 1993 | 1994 | 1995 | 1996 | 1997 | 1998 | 1999 | 2000 | 2001 | 2002 | 2003 | 2004 | 2005 | 2006 | 2007 | 通算成績 |
| -------------- | ---- | ---- | ---- | ---- | ---- | ---- | ---- | ---- | ---- | ---- | ---- | ---- | ---- | ---- | ---- | ---- | -------- |
| 全豪オープン   | A    | A    | A    | A    | 2R   | 3R   | 1R   | 3R   | 4R   | 4R   | 4R   | A    | 3R   | 3R   | 1R   | A    | 18–10    |
| 全仏オープン   | A    | A    | LQ   | LQ   | 1R   | 1R   | 1R   | 3R   | 3R   | 3R   | 2R   | 3R   | SF   | 2R   | 2R   | 1R   | 16–12    |
| ウィンブルドン | LQ   | LQ   | 1R   | 2R   | QF   | QF   | SF   | SF   | 4R   | SF   | SF   | QF   | QF   | 2R   | 2R   | 2R   | 43–14    |
| 全米オープン   | A    | A    | A    | 2R   | 4R   | 2R   | 4R   | 1R   | 3R   | 3R   | 3R   | 1R   | SF   | 1R   | 2R   | 2R   | 21–13    |